# پاراناس، سمر
پاراناس، سمر (به لاتین: Paranas, Samar) یک منطقهٔ مسکونی در فیلیپین است که در سامار واقع شده‌است.

## خصوصیات
پاراناس ۵۵۶٫۱۲ کیلومترمربع مساحت دارد.